# Economia Muntenegrului
Economia Muntenegrului este în mare parte bazată pe servicii și se află într-o tranziție târzie la economia de piață. În 2007 sectorul serviciilor a alcătuit 72,4% din PIB, cu industria și agricultura alcătuind restul, 17,6% și 10% respectiv. Industria include metalurgia, mineritul și producerea de bunuri de consum. În agricultură predomină producția de cereale și creșterea animalelor. Turismul este o ramură economică importantă. În ciuda faptului că Muntenegru nu este în Uniunea Europeană, moneda oficială este Euro.